# Denver Broncos 1989
La stagione 1989 dei Denver Broncos è stata la 20ª della franchigia nella National Football League, la 30ª complessiva e la 10ª con Dan Reeves come capo-allenatore. La squadra raggiunse per la terza volta in quattro stagioni il Super Bowl, uscendo però nuovamente sconfitta dai San Francisco 49ers e non riuscendo a conquistare il suo primo titolo.
Una delle migliori novità di Denver fu il running back rookie Bobby Humphrey, che corse 1.151 yard e segnò 8 touchdown. Humphrey diede ai Broncos un potente gioco sulle corse che era mancato nelle stagioni precedenti. Il ricevitore veterano Vance Johnson disputò la miglior stagione della carriera, ricevendo 76 passaggi per 1.095 yard e 7 touchdown. Tuttavia, il quarterback John Elway disputò una stagione regolare di alti e bassi, lanciando tanti intercetti quanti touchdown (18), con un passer rating di 73,7.

## Scelte nel Draft 1989
- Steve Atwater, Strong Safety, Arkansas
- Warren Powers, Defensive End, Maryland
- Darrell Hamilton, Tackle, North Carolina
- Richard McCullough, Defensive end, Clemson
- Darren Carrington	Defensive back, Northern Arizona
- Anthony Stafford, Wide receiver, Oklahoma
- Melvin Bratton, Running back, Miami (FL)
- Paul Green, Tight end, USC
- Monte Smith, Guard, North Dakota State
- Wayne Williams, Running back, Florida
- Anthony Butts, Defensive tackle, Mississippi State
- Richard Shelton, Defensive back, Liberty
- John Javis, Wide receiver, Howard

## Calendario

### Stagione regolare
| Stagione regolare |                        |           |
| Turno             | Avversario             | Risultato |
| 1                 | Kansas City Chiefs     | V 34–20   |
| 2                 | at Buffalo Bills       | V 28–14   |
| 3                 | Los Angeles Raiders    | V 31–21   |
| 4                 | at Cleveland Browns    | S 16–13   |
| 5                 | San Diego Chargers     | V 16–10   |
| 6                 | Indianapolis Colts     | V 14–3    |
| 7                 | at Seattle Seahawks    | V 24–21   |
| 8                 | Philadelphia Eagles    | S 28–24   |
| 9                 | Pittsburgh Steelers    | V 34–7    |
| 10                | at Kansas City Chiefs  | V 16–13   |
| 11                | at Washington Redskins | V 14–10   |
| 12                | Seattle Seahawks       | V 41–14   |
| 13                | at Los Angeles Raiders | S 16–13   |
| 14                | New York Giants        | S 14–7    |
| 15                | at Phoenix Cardinals   | V 37–0    |
| 16                | at San Diego Chargers  | S 19–16   |

### Playoff

I Broncos persero il Super Bowl XXIV contro i 49ers

| Turno            | Avversario          | Risultato |
| ---------------- | ------------------- | --------- |
| Divisional       | Pittsburgh Steelers | V 24–23   |
| AFC Championship | Cleveland Browns    | V 37–21   |
| Super Bowl XXIV  | San Francisco 49ers | S 10-55   |

## Classifiche
| AFC West            | AFC West | AFC West | AFC West | AFC West | AFC West | AFC West | AFC West | AFC West | AFC West |
|                     | V        | S        | P        | PCT      | DIV      | CONF     | PF       | PS       | Str.     |
| ------------------- | -------- | -------- | -------- | -------- | -------- | -------- | -------- | -------- | -------- |
| Denver Broncos(1)   | 11       | 5        | 0        | .688     | 6–2      | 9–3      | 362      | 226      | S1       |
| Kansas City Chiefs  | 8        | 7        | 1        | .531     | 3–5      | 6–7–1    | 318      | 286      | V1       |
| Los Angeles Raiders | 8        | 8        | 0        | .500     | 3–5      | 6–6      | 315      | 297      | S2       |
| Seattle Seahawks    | 7        | 9        | 0        | .438     | 4–4      | 7–5      | 241      | 327      | S1       |
| San Diego Chargers  | 6        | 10       | 0        | .375     | 4–4      | 4–8      | 266      | 290      | V2       |